# Ngựa Jutland
Ngựa Jutland (tiếng Đan Mạch: Den jyske hest) là giống ngựa kéo có nguồn gốc từ Đan Mạch, tên gọi của giống ngựa này được đặt tên theo tên bán đảo Jutland của Đan Mạch. Giống ngựa này ban đầu được lai tạo, phát triển để sử dụng trong nông nghiệp, nhưng ngày nay thường thấy ở các khu vực đô thị và ở các buổi biểu diễn ngựa. Một số con ngựa đã trở nên nổi tiếng nhất khi thực hiện nhiệm vụ kéo xe bia cho nhà máy bia Carlsberg quanh Copenhagen, cũng như tại các cuộc thi thố.  

## Đặc điểm
Thông thường chúng có bộ lông màu hạt dẻ (nòi hồng mã), nhưng cũng có thể có lông màu xám, đen, hoặc rắc phấn (roan) và thường có các mảng màu trắng. Vào đầu những năm 1900, hầu hết những cá thể ngựa Jutland thường có màu đen hoặc đen tuyền nhưng những màu lông đó hiện nay chỉ thuộc nhóm ít, màu nâu hồng (hạt dẻ) hiện được coi là màu chính của giống ngựa và được lai giống có chọn lọc. Chúng cũng là giống ngựa nhỏ gọn, cơ bắp và cũng được biết đến với tính khí điềm tĩnh nhưng tràn đầy năng lượng và luôn sẵn sàng cho công việc. Mức độ đa dạng di truyền của giống ngựa này cũng giống như nhiều giống ngựa châu Âu khác.

## Lịch sử giống
Hình ảnh từ thế kỷ thứ 9 cho thấy những con ngựa tương tự như Jutland được những tên cướp biển Viking sử dụng khi chinh phục mảnh đất mà những gì bây giờ là Vương quốc Anh. Những ghi chép đầu tiên về chúng được ghi nhận từ thế kỷ 12, khi chúng được phổ biến như những con ngựa chiến. Một số đã được truyền máu từ các giống khác vào thế kỷ 18, nhưng loại ngựa Jutland hiện đại chỉ bắt đầu vào khoảng năm 1850 với việc lai tạo từ một số giống khác, chủ yếu là ngựa kéo. Một cuốn sổ phả hệ giống ngựa được tạo ra vào cuối thế kỷ 19, và tổng số quần thể ngựa Jutland đã tăng lên tối đa khoảng 15.000 cá thể vào năm 1950 nhưng số liệu này đã bị bác bỏ, và đến năm 2011 người ta ước tính rằng chỉ có khoảng 1.000 cá thể ngựa.